# Frontier (Dakota Północna)
Frontier – miasto w Stanach Zjednoczonych, w stanie Dakota Północna, w hrabstwie Cass.